# Openbox
Openbox – menedżer okien dla graficznego interfejsu użytkownika X Window System, rozprowadzany na zasadach licencji GNU General Public Licence. Pierwotnie Openbox wywodził się z Blackboksa 0.65.0, jednakże został on całkowicie przepisany w języku programowania C i od wersji 3.0 nie bazuje już na żadnym kodzie Blackboksa.
Został zaprojektowany jako mały, szybki oraz w pełni obsługujący standardy Inter-Client Communication Conventions Manual (ICCCM) i Extended Window Manager Hints (EWMH). Zawiera wiele funkcji takich jak menu za pomocą których użytkownik może kontrolować aplikacje, albo które wyświetlają różnorakie dynamiczne dane.

## Używanie Openboksa
Openbox udostępnia na pulpicie pod prawym przyciskiem myszy (lub każdym dowolnym jaki zostanie ustawiony) "menu główne" i pozwala na konfigurację sposobu w jaki są obsługiwane okienka. Gdy okno jest zminimalizowane staje się niewidoczne. By je ponownie wyświetlić używa się skrótu klawiaturowego Alt + Tab, albo menu zarządzania pulpitami i oknami dostępnego pod środkowym przyciskiem myszy. Normalnym jest rozszerzanie możliwości Openboksa za pomocą innych małych programów które dodają ikonki, paski zadań itp. ponieważ Openbox sam ich nie tworzy.

## Konfiguracja

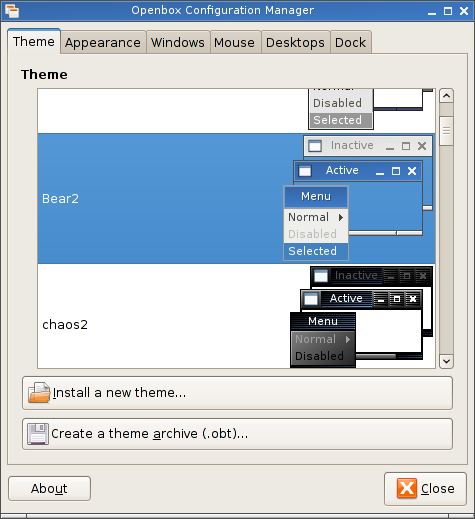
Obconf, graficzny edytor konfiguracji dla Openboksa.

Są tylko dwa pliki konfiguracyjne, znajdujące się w folderze ~/.config/openbox  (menu.xml  oraz rc.xml ). Jeśli użytkownik nie chce edytować ich ręcznie, może wykonać większość konfiguracji za pomocą łatwych w obsłudze narzędzi obconf (dla ustawień i skrótów) oraz obmenu (do edycji menu głównego). Można również utworzyć skrypt powłoki o nazwie autostart, który będzie wykonywany wraz ze startem sesji Openboksa.

## Unikatowe funkcje
W systemie obsługi menu Openboksa znajduje się mechanizm obsługi dynamicznych list. Za każdym razem gdy użytkownik będzie chciał wyświetlić submenu, uruchamiany jest odpowiedni skrypt i lista jest generowana. Daje to użytkownikom i twórcom oprogramowania większą elastyczność niż standardowe statyczne menu, które można znaleźć w większości menadżerów okien.